# Fußball-Weltmeisterschaft 1990/Irland
Dieser Artikel behandelt die irische Fußballnationalmannschaft bei der Fußball-Weltmeisterschaft 1990.

## Qualifikation
| Nordirland | - | Irland     | 0:0 |                                         |
| Spanien    | - | Irland     | 2:0 | Manolo 52', Butragueño 66'              |
| Ungarn     | - | Irland     | 0:0 |                                         |
| Irland     | - | Spanien    | 1:0 | Míchel (Eigentor) 15'                   |
| Irland     | - | Malta      | 2:0 | Houghton 32', Moran 55'                 |
| Irland     | - | Ungarn     | 2:0 | McGrath 33', Cascarino 80'              |
| Irland     | - | Nordirland | 3:0 | Whelan 42', Cascarino 48', Houghton 57' |
| Malta      | - | Irland     | 0:2 | Aldridge 31' 68'                        |

## Irisches Aufgebot
| Nr.               | Name            | Verein vor WM-Beginn | Geburtstag | Spiele   | Tore     | Gelbe Karte | Rote Karte |
| Torhüter          | Torhüter        | Torhüter             | Torhüter   | Torhüter | Torhüter | Torhüter    | Torhüter   |
| ----------------- | --------------- | -------------------- | ---------- | -------- | -------- | ----------- | ---------- |
| 1                 | Pat Bonner      | Celtic Glasgow       | 24.05.1960 | 5        | 0        | 0           | 0          |
| 22                | Gerry Peyton    | AFC Bournemouth      | 20.05.1956 | 0        | 0        | 0           | 0          |
| Abwehrspieler     |                 |                      |            |          |          |             |            |
| 2                 | Chris Morris    | Celtic Glasgow       | 24.12.1963 | 5        | 0        | 1           | 0          |
| 3                 | Steve Staunton  | FC Liverpool         | 19.01.1969 | 5        | 0        | 0           | 0          |
| 4                 | Mick McCarthy   | Luton Town           | 07.02.1959 | 5        | 0        | 0           | 0          |
| 5                 | Kevin Moran     | Manchester United    | 29.04.1956 | 5        | 0        | 1           | 0          |
| 7                 | Paul McGrath    | Aston Villa          | 04.12.1959 | 5        | 0        | 1           | 0          |
| 12                | David O’Leary   | FC Arsenal           | 02.05.1958 | 1        | 0        | 0           | 0          |
| 14                | Chris Hughton   | Tottenham Hotspur    | 11.12.1958 | 0        | 0        | 0           | 0          |
| Mittelfeldspieler |                 |                      |            |          |          |             |            |
| 6                 | Ronnie Whelan   | FC Liverpool         | 25.09.1961 | 1        | 0        | 0           | 0          |
| 8                 | Ray Houghton    | FC Liverpool         | 09.01.1962 | 5        | 0        | 0           | 0          |
| 11                | Kevin Sheedy    | FC Everton           | 21.10.1959 | 5        | 1        | 0           | 0          |
| 13                | Andy Townsend   | Norwich City         | 23.07.1963 | 5        | 0        | 0           | 0          |
| 16                | John Sheridan   | Sheffield Wednesday  | 01.10.1964 | 1        | 0        | 0           | 0          |
| 21                | Alan McLoughlin | Swindon Town         | 20.04.1967 | 2        | 0        | 0           | 0          |
| Stürmer           |                 |                      |            |          |          |             |            |
| 9                 | John Aldridge   | Real Sociedad        | 18.09.1958 | 5        | 0        | 1           | 0          |
| 10                | Tony Cascarino  | Aston Villa          | 01.09.1962 | 5        | 0        | 0           | 0          |
| 15                | Bernie Slaven   | FC Middlesbrough     | 13.11.1960 | 0        | 0        | 0           | 0          |
| 17                | Niall Quinn     | Manchester City      | 06.10.1966 | 4        | 1        | 0           | 0          |
| 18                | Frank Stapleton | Blackburn Rovers     | 10.07.1956 | 0        | 0        | 0           | 0          |
| 19                | David Kelly     | Leicester City       | 25.11.1965 | 0        | 0        | 0           | 0          |
| 20                | John Byrne      | Le Havre AC          | 01.02.1961 | 0        | 0        | 0           | 0          |
| Trainer           |                 |                      |            |          |          |             |            |
|                   | Jack Charlton   |                      | 08.05.1935 |          |          |             |            |

## Spiele der irischen Mannschaft

### Vorrunde
- England –  Irland 1:1 (1:0)

Stadion: Stadio Sant’Elia (Cagliari)
Zuschauer: 35.238
Schiedsrichter: Schmidhuber (Deutschland)
Tore: 1:0 Lineker (8.), 1:1 Sheedy (73.)
- Irland –  Ägypten 0:0 (0:0)

Stadion: Stadio La Favorita (Palermo)
Zuschauer: 33.288
Schiedsrichter: Van Langenhove (Belgien)
- Niederlande –  Irland 1:1 (1:0)

Stadion: Stadio La Favorita (Palermo)
Zuschauer: 33.288
Schiedsrichter: Vautrot (Frankreich)
Tore: 1:0 Gullit (10.), 1:1 Quinn (71.)
Erst im letzten Spiel der Gruppe F sicherte sich England mit einem 1:0 gegen das unbequeme Team aus Ägypten den Gruppensieg. Alle fünf Begegnungen zuvor endeten unentschieden und zeigten überwiegend wenig ansprechenden, teilweise gar schlechten Fußball. Die Offiziellen entgingen somit knapp einem Novum, denn erstmals hätte das Los über den Einzug ins Achtelfinale entscheiden müssen, wenn auch England und Ägypten ein Remis abgeliefert hätten. Irland und die Niederlande rutschten trotz mäßiger Leistungen ins Achtelfinale.

### Achtelfinale
| 31.818 | Stadio Luigi Ferraris (Genua) | Irland | Rumänien | Ramiz Wright (Brasilien) | 0:0 n. V., 5:4 n. E. | Elfmeter: Hagi getroffen Sheedy getroffen Lupu getroffen Houghton getroffen Rotariu getroffen Townsend getroffen Lupescu getroffen Cascarino getroffen Timofte gehalten O’Leary getroffen |

Irland und Rumänien verließen sich auf das Motto „Safety first“ und brachten in 120 Minuten keinen Ball über die Torlinie. Erst im Elfmeterschießen trafen die Akteure, bis auf den Rumänen Timofte, der an Torwart Bonner scheiterte und Irland somit ins Viertelfinale hievte.

### Viertelfinale
| 73.303 | Olympiastadion Rom | Italien | Irland | Silva Valente (Portugal) | 1:0 (1:0) | 1:0 Schillaci (38.) |

‚Toto’ Schillaci blieb es vorbehalten, den Siegtreffer für Italien gegen Irland zu markieren. Der schon in der 38. Minute gefallene Treffer ließ die Italiener wieder auf totale Defensive umschalten, was für die Iren eine unüberwindliche Strategie bedeutete, wobei es auch nicht half, dass im zweiten Durchgang der gesamte Angriff ausgewechselt wurde. Italien blieb weiterhin ohne Gegentreffer.